# Oranje-bulletin (verzetsblad, Zeist)
Deze versie van Oranje-bulletin was een verzetsblad uit de Tweede Wereldoorlog, dat vanaf eind maart 1945 tot en halverwege mei 1945 in Zeist in gestencilde vorm werd uitgegeven. Het blad verscheen vrijwel wekelijks en werd verspreid door de in Zeist verschijnende bladen: o.a. De Baanbreker, Het Strijdtoneel, Je Maintiendrai, Trouw, en Vrij Nederland. De inhoud bestond voornamelijk uit mededelingen en nieuwsberichten.
De laatste 4 afleveringen die in Delpher zijn terug te vinden verschenen dagelijks vanaf 9 mei 1945 tot en met 12 mei 1945 onder de titel 'Zeister Oranje Bulletin' met de ondertitels 'Uitgegeven door de vroegere illegale pers' en 'Bevat de officiële mededelingen van de Binnenlandse Strijdkrachten'.

## Gerelateerde kranten
- Oranje-bulletin (verzetsblad, Utrecht)[1]